# Darrell Henderson
Darrell Henderson (Batesville, 19 agosto 1997) è un giocatore di football americano statunitense che milita nel ruolo di running back per i Jacksonville Jaguars della National Football League (NFL).

## Carriera

### Los Angeles Rams
Henderson fu scelto nel corso del terzo giro (70º assoluto) del Draft NFL 2019 dai Los Angeles Rams. Debuttò come professionista subentrando nella gara del primo turno contro i Carolina Panthers tentando una corsa senza guadagnare alcuna yard. La sua stagione da rookie si chiuse con 137 yard corse in 13 presenze, nessuna delle quali come titolare.
Il 13 febbraio 2022 Henderson scese in campo nel Super Bowl LVI vinto contro i Cincinnati Bengals 23-20, correndo 4 volte per 7 yard e ricevendo 3 passaggi per 43 yard e conquistando il suo primo titolo.

### Jacksonville Jaguars
Il 17 marzo 2023 Henderson firmó con i Jacksonville Jaguars.

## Palmarès
- Super Bowl : 1

Los Angeles Rams: LVI
- National Football Conference Championship: 1

Los Angeles Rams: 2021